# Rhinolophus robinsoni
Rhinolophus robinsoni är en fladdermusart som beskrevs av K. Andersen 1918. Rhinolophus robinsoni ingår i släktet Rhinolophus och familjen hästskonäsor. IUCN kategoriserar arten globalt som nära hotad. Inga underarter finns listade i Catalogue of Life. Wilson & Reeder (2005) skiljer mellan tre underarter.
Denna fladdermus har 43 till 46 mm långa underarmar, en 19 till 25 mm lång svans och 19 till 23 mm stora öron. Vikten är 7,2 till 8,9 g. Kroppen är på ovansidan täckt av brun till rödbrun päls och undersidan är lite ljusare. Huvuddelen av hudflikarna på näsan (bladet) har liksom hos andra familjemedlemmar en hästskoform. Ett utskott på toppen liknar en lansett i formen men den är bredare och mer trekantig än hos de flesta andra hästskonäsor.
Arten förekommer med två från varandra skilda populationer på Malackahalvön i Malaysia och Thailand. Habitatet utgörs av lövfällande skogar, bland annat med dipterokarpväxter. Individerna vilar i bergssprickor och i den täta växtligheten.
Rhinolophus robinsoni jagar med hjälp av ekolokalisering och lätet har en frekvens av 64 till 68 kHz.